# Faldskærmstropper
Faldskærmstropper, eller luftbårne tropper, er soldater, der er trænet i faldskærmsudspring og dermed kan indsættes i fjendtligt terræn fra luften. Faldskærmstropper betragtes normalt som elitetropper, da de altid er omringet og pga. den selvdisciplin og træning, der skal til for at mestre faldskærmsudspring.
Faldskærmstropper kan give en hærfører helt nye muligheder for at omgå forsvarsværker, støtte konventionelle landoperationer eller sikre vigtige strategiske punkter, som f.eks. lufthavne eller broer.
Den Røde Hær brugte faldskærmstropper under Vinterkrigen i 1939-1940, dog uden held.
Faldskærmstropper blev brugt i stor stil under 2. verdenskrig. Første gang, man så faldskærmstropper i operationel erobring, var under tyskernes invasion af Danmark og Norge (Operation Weserübung). Her landede tyske faldskærmstropper på Masnedø og tog kontrollen over Masnedøfortet og Storstrømsbroen samt på Aalborg Lufthavn, og det var første gang at faldskærmstropper indtog en lufthavn.. Senere på dagen blev de også anvendt ved erobringen af Sola, Stavanger Lufthavn, under besættelsen af Norge. Tyskerne kunne senere indtage Kreta ved hjælp af faldskærmstropper.
De to mest kendte allierede operationer med faldskærmstropper var Operation Overlord på D-dag og Operation Market Garden ("Slaget ved Arnhem") i Holland.
Den seneste større operation, der involverede faldskærmstropper, var det amerikanske angreb på Kabuls lufthavn i 2003. Det vides ikke med sikkerhed, om hele den 82. Airborne Division deltog, men på fotos er der mange hundrede faldskærme på vej ned under angrebet.